# Atentados de 6 de dezembro de 2011 no Afeganistão
Os atentados de 6 dezembro de 2011 no Afeganistão foram uma série de ataques terroristas ocorridos na capital afegã Cabul e em Mazar-e-Sharif.  no dia em que os muçulmanos comemoram a Ashura, um dia sagrado anual em todo o mundo muçulmano, particularmente pelos muçulmanos xiitas.
O primeiro ataque, um atentado suicida em Cabul, ocorreu por volta do meio dia no horário local  no portão de um santuário xiita em Cabul e foi causado por um homem-bomba. O segundo incidente ocorreu na cidade de Mazar-i-Sharif, no norte do Afeganistão, onde uma bomba foi afixada em uma bicicleta que explodiu perto de uma mesquita logo após a explosão de Cabul. A explosão suicida em Cabul resultou na morte de mais de 70 civis, incluindo mulheres e crianças, enquanto a explosão de Mazar-i-Sharif causou pelo menos 4 mortes. O terceiro foi na cidade de Kandahar, no sul, onde cinco pessoas foram feridas. O número total de mortos em todos os ataques chegou a cerca de 80, enquanto mais de 160 ficaram feridos.